# Steve Waterman (Musiker)
Stephen „Steve“ Waterman (* 8. September 1960 nahe Boston) ist ein britischer Jazzmusiker (Trompete, Komposition) und Hochschullehrer.

## Leben und Wirken
Waterman, der in Lincolnshire aufwuchs, spielte in den frühen 1980er Jahren Trompete im Berkshire Youth Jazz Orchestra; er erhielt seine Ausbildung am Trinity College. Mitte der 1980er Jahre gehörte er zu den Loose Tubes und zum von Bobby Lamb geleiteten Trinity College Jazz Orchestra. Seitdem ist er in der britischen Jazzszene aktiv. Er leitete eigene Combos sowie seit 2003 ein großformatiges Orchester, die seine Eigenkompositionen auf Konzerten und im Rundfunk interpretieren, etwa in der Sendung Jazz Parade auf BBC Radio 2. Er gehörte zum Brass Project von John Surman und John Warren und ist auf dem gleichnamigen ECM-Album zu hören. Als Mitglied der Bigband von Carla Bley trat er auf vielen großen Jazzfestivals in Europa auf und war an den Aufnahmen ihrer Alben Big Band Theory und Carla Bley Goes to Church beteiligt. Weiterhin arbeitete er mit Andy Sheppard, Tony Coe, Mal Waldron, Graham Collier, Michael Garrick, Don Weller, Colin Towns, Alan Barnes und Lee Gibson.
Als Komponist erhielt Waterman eine Reihe von Aufträgen, sowohl für kleine Gruppen wie George Haslams Meltdown, mit der er auch beim Havana Jazz Festival 2002 auftrat, und Robin Jones’ King Salsa als auch für Big Bands, etwa die Formation Pendulum (gleichnamiges Album).
Waterman wirkt als Professor für Jazztrompete am Trinity College of Music in London und ist zudem Gastprofessor für Jazztrompete am Royal Northern College of Music und dem Welsh College of Music and Drama. Mit John O’Neil verfasste er 1995 das Lehrbuch The Jazz Method for Trumpet. Bei den British Jazz Awards wurde er 2014 als Trompeter ausgezeichnet.

## Diskographische Hinweise
- Steve Waterman Quartet: Destination Unknown (ASC 1995)
- Steve Waterman Quintet & Sextet: Stablemates (Mainstem 2004)
- Steve Waterman Jazz Orchestra: October Arrival (Hydrojazz 2005)
- Our Delight – A Jazz Odyssey (Mainstem 2006)
- Night Lights (Mainstem 2008)
- Buddy Bolden Blew It! (Mainstem 2010)
- Erika Dagnino, George Haslam, Stefano Pastor, Steve Waterman Narcéte (Slam Productions 2012)